# ليزا كوريغان
ليزا كوريغان (بالإنجليزية: Lisa Corrigan)‏ هي منافسة ألعاب القوى أسترالية، ولدت في 2 ديسمبر 1984 في Blacktown ‏ في أستراليا.

## وصلات خارجية
- ليزا كوريغان على موقع الاتحاد الدولي لألعاب القوى (الإنجليزية)
- ليزا كوريغان على موقع النتائج التاريخية لألعاب القوى الأسترالية (الإنجليزية)
- ليزا كوريغان على موقع أوليمبيديا (الإنجليزية)
- ليزا كوريغان على موقع اللجنة الأولمبية الأسترالية (الإنجليزية)
- ليزا كوريغان على موقع اتحاد ألعاب الكومنولث (مؤرشف) (الإنجليزية)